# Тодд Тауншип (округ Фултон, Пенсільванія)
Тодд Тауншип (англ. Todd Township) — селище (англ. township) в США, в окрузі Фултон штату Пенсільванія. Населення — 1612 особи (2020).

## Демографія
Згідно з переписом 2010 року, у селищі мешкало 1527 осіб у 652 домогосподарствах у складі 426 родин. Було 746 помешкань
Расовий склад населення:
| - 94,0 % — білих - 3,3 % — чорних або афроамериканців - 0,3 % — азіатів - 0,1 % — корінних американців |

До двох чи більше рас належало 2,1 %. Частка іспаномовних становила 1,2 % від усіх жителів.
За віковим діапазоном населення розподілялося таким чином: 22,7 % — особи молодші 18 років, 60,7 % — особи у віці 18—64 років, 16,6 % — особи у віці 65 років та старші. Медіана віку мешканця становила 43,0 року. На 100 осіб жіночої статі у селищі припадало 103,1 чоловіків;  на 100 жінок у віці від 18 років та старших — 96,5 чоловіків також старших 18 років.